# Dollar barbadien
Le dollar de la Barbade est la monnaie de la Barbade. Il fut introduit en 1973 par la Banque centrale de la Barbade, nouvellement créée, en remplacement du dollar de la Caraïbe orientale. Depuis le 5 juillet 1975, sa parité fut fixée au dollar américain à 2 $Bds = 1 $US.

## Pièces
1¢, 5¢, 10¢, 25¢ et $1

## Billets
2$ , 5$ , 10$ , 20$ , 50$ , 100$